# Receptor de adenosina A1
O receptor de adenosina A1 é um tipo de receptor de adenosina membro do grupo dos receptores acoplados à proteína G, com a adenosina como ligante endógeno. Este receptor é responsável por captar a adenosina, um nucleosídeo encontrado no corpo humano que é o principal responsável pela sensação de cansaço ao final do dia. A cafeína age de forma a confundir esses receptores e evitar a sensação de cansaço.